# 다마고도후

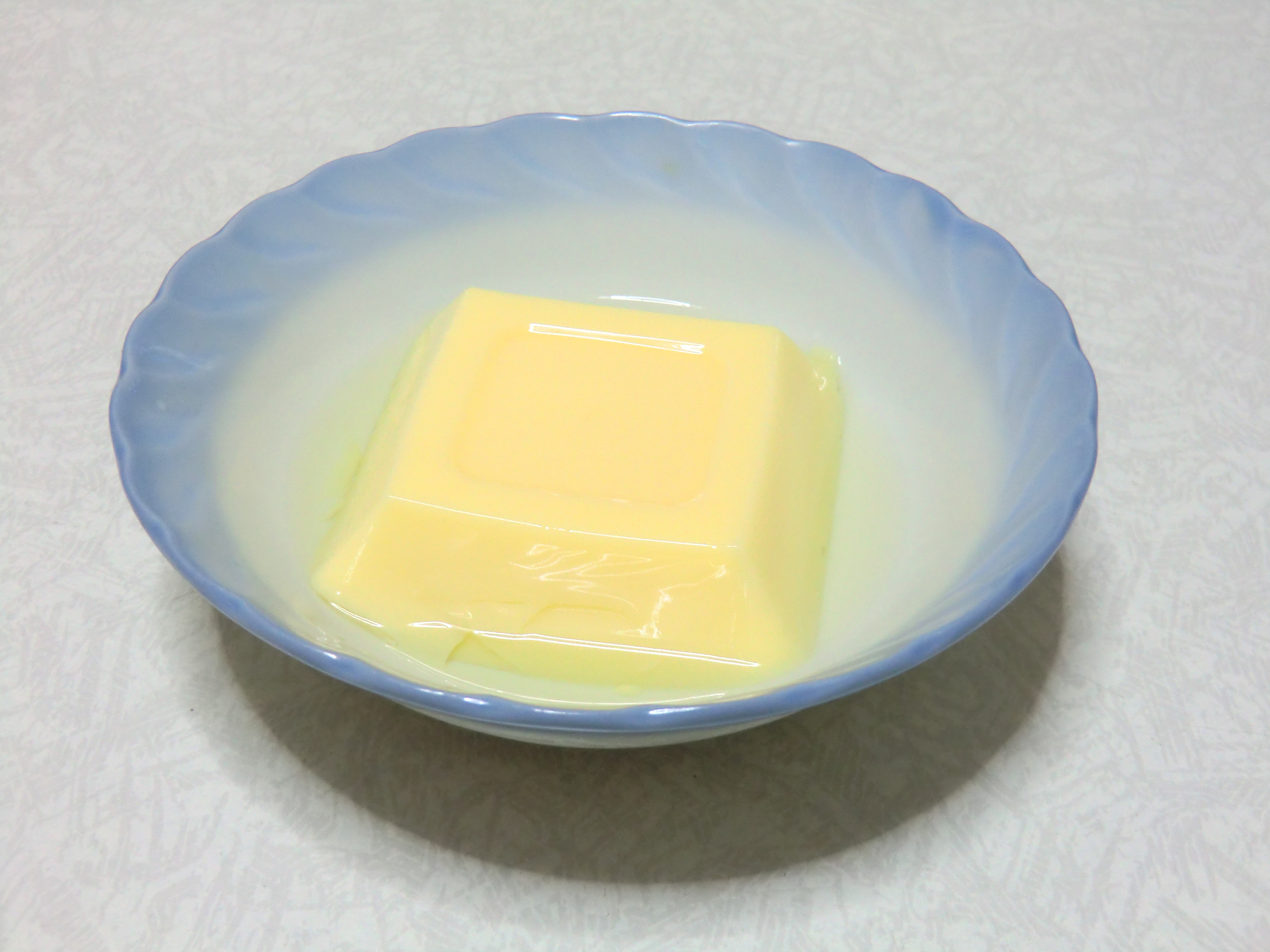

다마고도후(일본어: 玉子豆腐, たまごどうふ)는 육수와 계란을 섞은 액체를 네모난 용기에 넣고 쪄서 굳혀 먹는 일본 요리이다. 두부(도후)라고 부르지만 콩과 간수는 사용되지 않으며, 단순히 생긴 모양이 두부와 닮았기 때문에 붙여진 이름이다.

## 역사
일본은 헤이안 시대까지는 비록 어느 정도의 양계가 이루어졌지만, 불교의 살생을 금하는 사상 등 여러 요인으로 조류를 먹는 것이 일상적인 식문화는 아니었다. 가금류와 그 알을 본격적으로 상시적으로 먹기 시작한 시대는 무로마치 시대 이후로, 이때부터 무가의 밥상에 점차 도입되기 시작한 것으로 보인다. 다마고도후가 처음 만들어지게 된 시기는 에도 시대로 추정되며, 1785년 출판된 《만보요리비밀상》(萬寶料理秘密箱)의 항목 '옥자백진'(玉子百珍→100가지 계란 요리 진미)에는 알두부(卵豆腐)를 만드는 방법이 기재되어 있는데, 이 당시의 조리법은 아직 응고되지 않은 두부에 계란을 풀어 찐 요리를 가리켰다.

## 비슷한 요리
중국에도 비슷한 요리가 있으며, 이 요리는 지단더우푸 (鷄蛋豆腐, jīdàn dòufu)라고 불리며, 이를 르뻔더우푸 (日本豆腐, Rìběn dòufu)라고 부르는 경우 또한 있다. 차갑게 식혀 먹는 일본의 다마고도후와는 달리, 중국에서는 보통 쪄낸 따뜻한 상태로 먹는다. 또한 중국은 전골 요리에 넣는다거나 고명등으로 사용되는 재료로 활용되는 경우가 많아 다마고도후보다는 좀더 단단하게 만들어진다.

## 같이 보기
- 커스터드 푸딩
- 계란찜